# Ге (Торино)
Ге је насеље у Италији у округу Торино, региону Пијемонт.
Према процени из 2011. у насељу је живело 20 становника. Насеље се налази на надморској висини од 320 м.